# 6 Heures de Watkins Glen 2021
Navigation
Édition précédente Édition suivante
La 70e édition des 6 Heures de Watkins Glen se déroule le 27 juin 2021. Il s'agit de la cinquième manche du championnat  WeatherTech SportsCar Championship 2021  et de la troisième manche de la mini série Michelin Endurance Cup (ou MEC).

L'édition 2020 a été annulée pour cause de pandémie.

## Circuit
Le Watkins Glen International (surnommé « The Glen ») est un circuit automobile situé près de Watkins Glen, dans l'État de New York aux États-Unis, à la pointe sud du Lac Seneca.

## Engagés

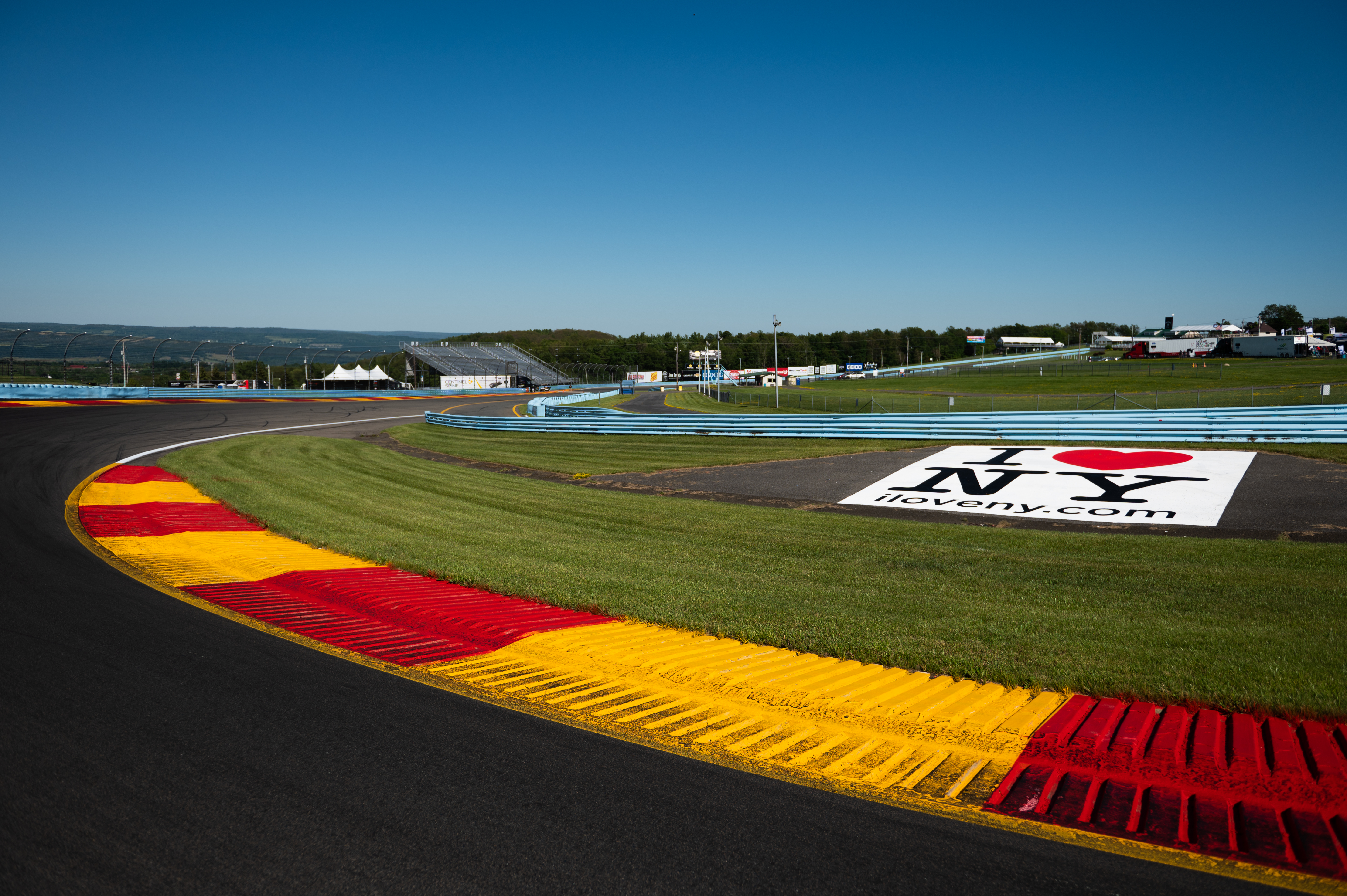
La piste de Watkins Glen International lors des 6 Heures de Watkins Glen 2021

La liste officielle des engagés était composée de 38 voitures, dont 7 en DPi, 5 en LMP2, 7 en LMP3, 5 en GTLM et 14 GTD,.
Dans la catégorie LMP2, comme pour les 24 Heures de Daytona et les 12 Heures de Sebring, la Cadillac DPi-V.R n°48 a été engagée par l'Ally Cadillac Racing a participé à l'épreuve aux mains de Jimmie Johnson, Kamui Kobayashi et Simon Pagenaud. Jonathan Bomarito a également fait son retour au sein du Mazda Motorsports afin de compléter l'équipage de la Mazda RT24-P n°55, tout comme Sebastien Bourdais au sein du JDC-Mustang Sampling Racing et Mike Conway au sein du Whelen Engineering Racing et Alexander Rossi au sein du Konica Minolta Acura ARX-05. Malgré le fait que la course est une durée de 6 heures, l'Acura ARX-05 de l'écurie  Meyer Shank Racing
avec Curb Agajanian Performance Group et la Cadillac DPi-V.R de l'écurie Cadillac Chip Ganassi Racing avaient gardé des équipages de deux pilotes. D'un point de vue BOP, la Mazda RT24-P avait reçu une augmentation de puissance d'environ 4,8 chevaux à tous les niveaux de puissance. D'un point de vue capacité de carburant, l'Acura ARX-05 et la Cadillac DPi-V.R ont vue leur réservoir légèrement diminué, l'Acura ARX-05 perdant 1 litre et la Cadillac DPi-V.R 2 litres par rapport à la manche précédente du championnat. Aucun ajustement de carburant n'avait été fait sur la Mazda, malgré l'augmentation de puissance.
Dans la catégorie LMP2, comme pour les 12 Heures de Sebring, 5 Oreca 07 ont participé à l'épreuve. les équipages n'ont pas évolué à l'exception d'une restructuration chez Tower Motorsports par Starworks où James French a remplacé Timothé Buret.
Dans la catégorie LMP3, il y avait originellement neuf voitures inscrites. mais deux d'entre elles, la Duqueine D08 de l'écurie Forty7 Motorsports et la Ligier JS P320 de l'écuries Sean Creech Motorsport n'ont finalement pas participé à l'épreuve.
Dans la catégorie GTLM, l'écurie BMW Team RLL avait effectuée son retour en permettant ainsi d'avoir 5 voitures dans la catégorie.
Dans la catégorie GTD, l'écurie CarBahn avec Peregrine Racing, qui avait annoncé son intention de se limiter à la Sprint Cup WeatherTech, a finalement engagée son Audi R8 LMS GT3 Evo. Les équipages à trois pilotes étant obligatoires dans la catégorie. Il a été noté l'arrivée d'Andrew Davis aux mains de la Porsche 911 GT3 R n°88 de l'écurie Team Hardpoint EBM, de Maro Engel aux mains de la Mercedes-AMG GT3 Evo n°75 de l'écurie SunEnergy1 Racing et de Jan Heylen aux mains de la Porsche 911 GT3 R n°16 de l'écurie Wright Motorsports.

## Course

### Classement de la course
Voici le classement officiel au terme de la course.
- Les vainqueurs de chaque catégorie sont signalés par un fond jauni.
- Pour la colonne Pneus, il faut passer le curseur au-dessus du modèle pour connaître le manufacturier de pneumatiques.

| Pos | Classe | no                         | Écurie                                                   | Pilotes                                             | Châssis                                        | Pneus | Tours | Temps               |
| --- | ------ | -------------------------- | -------------------------------------------------------- | --------------------------------------------------- | ---------------------------------------------- | ----- | ----- | ------------------- |
| Pos | Classe | no                         | Écurie                                                   | Pilotes                                             | Moteur                                         | Pneus | Tours | Temps               |
| 1   | DPi    | 55                         | Mazda Motorsports                                        | Jonathan Bomarito Oliver Jarvis Harry Tincknell     | Mazda RT24-P                                   | M     | 200   | 6 h 00 min 04 s 522 |
| 1   | DPi    | 55                         | Mazda Motorsports                                        | Jonathan Bomarito Oliver Jarvis Harry Tincknell     | Mazda MZ-2.0T 2,0 L I4 Turbo                   | M     | 200   | 6 h 00 min 04 s 522 |
| 2   | DPi    | 60                         | Meyer Shank Racing avec Curb Agajanian Performance Group | Dane Cameron Olivier Pla                            | Acura ARX-05                                   | M     | 200   | + 0 s 965           |
| 2   | DPi    | 60                         | Meyer Shank Racing avec Curb Agajanian Performance Group | Dane Cameron Olivier Pla                            | Acura AR35TT 3,5 L V6 Turbo                    | M     | 200   | + 0 s 965           |
| 3   | DPi    | 10                         | Konica Minolta Acura ARX-05                              | Filipe Albuquerque Alexander Rossi Ricky Taylor     | Acura ARX-05                                   | M     | 200   | + 9 s 392           |
| 3   | DPi    | 10                         | Konica Minolta Acura ARX-05                              | Filipe Albuquerque Alexander Rossi Ricky Taylor     | Acura AR35TT 3,5 L V6 Turbo                    | M     | 200   | + 9 s 392           |
| 4   | DPi    | 31                         | Whelen Engineering Racing                                | Mike Conway Pipo Derani Felipe Nasr                 | Cadillac DPi-V.R                               | M     | 200   | + 18 s 268          |
| 4   | DPi    | 31                         | Whelen Engineering Racing                                | Mike Conway Pipo Derani Felipe Nasr                 | Cadillac 5,5 L V8 Atmo                         | M     | 200   | + 18 s 268          |
| 5   | DPi    | 48                         | Ally Cadillac Racing                                     | Jimmie Johnson Kamui Kobayashi Simon Pagenaud       | Cadillac DPi-V.R                               | M     | 200   | + 53 s 216          |
| 5   | DPi    | 48                         | Ally Cadillac Racing                                     | Jimmie Johnson Kamui Kobayashi Simon Pagenaud       | Cadillac 5,5 L V8 Atmo                         | M     | 200   | + 53 s 216          |
| 6   | DPi    | 01                         | Cadillac Chip Ganassi Racing                             | Kevin Magnussen Renger van der Zande                | Cadillac DPi-V.R                               | M     | 199   | Abandon             |
| 6   | DPi    | 01                         | Cadillac Chip Ganassi Racing                             | Kevin Magnussen Renger van der Zande                | Cadillac 5,5 L V8 Atmo                         | M     | 199   | Abandon             |
| 7   | DPi    | 5                          | JDC-Mustang Sampling Racing                              | Sébastien Bourdais Loïc Duval Tristan Vautier       | Cadillac DPi-V.R                               | M     | 199   | + 1 tour            |
| 7   | DPi    | 5                          | JDC-Mustang Sampling Racing                              | Sébastien Bourdais Loïc Duval Tristan Vautier       | Cadillac 5,5 L V8 Atmo                         | M     | 199   | + 1 tour            |
| 8   | LMP2   | 11                         | WIN Autosport                                            | Steven Thomas Tristan Nunez Thomas Merrill          | Oreca 07                                       | M     | 196   | + 4 tours           |
| 8   | LMP2   | 11                         | WIN Autosport                                            | Steven Thomas Tristan Nunez Thomas Merrill          | Gibson GK428 4,2 L V8 Atmo                     | M     | 196   | + 4 tours           |
| 9   | LMP2   | 52                         | PR1/Mathiasen Motorsports                                | Scott Huffaker Mikkel Jensen Ben Keating            | Oreca 07                                       | M     | 196   | + 4 tours           |
| 9   | LMP2   | 52                         | PR1/Mathiasen Motorsports                                | Scott Huffaker Mikkel Jensen Ben Keating            | Gibson GK428 4,2 L V8 Atmo                     | M     | 196   | + 4 tours           |
| 10  | LMP2   |                            | United Autosports                                        | James McGuire Wayne Boyd Guy Smith                  | Oreca 07                                       | M     | 193   | + 7 tours           |
| 10  | LMP2   | Gibson GK428 4,2 L V8 Atmo | United Autosports                                        | James McGuire Wayne Boyd Guy Smith                  |                                                | M     | 193   | + 7 tours           |
| 11  | GTLM   | 3                          | Corvette Racing                                          | Antonio García Jordan Taylor                        | Chevrolet Corvette C8.R                        | M     | 187   | + 13 tours          |
| 11  | GTLM   | 3                          | Corvette Racing                                          | Antonio García Jordan Taylor                        | Chevrolet 5,5 L V8 Atmo                        | M     | 187   | + 13 tours          |
| 12  | GTLM   | 24                         | BMW Team RLL                                             | John Edwards Augusto Farfus Jesse Krohn             | BMW M8 GTE                                     | M     | 187   | + 13 tours          |
| 12  | GTLM   | 24                         | BMW Team RLL                                             | John Edwards Augusto Farfus Jesse Krohn             | BMW S63 4,0 L V8 Turbo                         | M     | 187   | + 13 tours          |
| 13  | GTLM   | 25                         | BMW Team RLL                                             | Connor De Phillippi Philipp Eng Bruno Spengler      | BMW M8 GTE                                     | M     | 187   | + 13 tours          |
| 13  | GTLM   | 25                         | BMW Team RLL                                             | Connor De Phillippi Philipp Eng Bruno Spengler      | BMW S63 4,0 L V8 Turbo                         | M     | 187   | + 13 tours          |
| 14  | GTLM   | 4                          | Corvette Racing                                          | Tommy Milner Nick Tandy                             | Chevrolet Corvette C8.R                        | M     | 187   | + 13 tours          |
| 14  | GTLM   | 4                          | Corvette Racing                                          | Tommy Milner Nick Tandy                             | Chevrolet 5,5 L V8 Atmo                        | M     | 187   | + 13 tours          |
| 15  | LMP3   | 74                         | Riley Motorsports                                        | Scott Andrews Felipe Fraga Gar Robinson             | Ligier JS P320                                 | M     | 186   | + 14 tours          |
| 15  | LMP3   | 74                         | Riley Motorsports                                        | Scott Andrews Felipe Fraga Gar Robinson             | Nissan VK56DE 5,6 L V8 Atmo                    | M     | 186   | + 14 tours          |
| 16  | LMP3   | 54                         | CORE Autosport                                           | Jon Bennett (en) Colin Braun George Kurtz           | Ligier JS P320                                 | M     | 186   | + 14 tours          |
| 16  | LMP3   | 54                         | CORE Autosport                                           | Jon Bennett (en) Colin Braun George Kurtz           | Nissan VK56DE 5,6 L V8 Atmo                    | M     | 186   | + 14 tours          |
| 17  | LMP3   | 91                         | Riley Motorsports                                        | Jeroen Bleekemolen Jim Cox Dylan Murry              | Ligier JS P320                                 | M     | 186   | + 14 tours          |
| 17  | LMP3   | 91                         | Riley Motorsports                                        | Jeroen Bleekemolen Jim Cox Dylan Murry              | Nissan VK56DE 5,6 L V8 Atmo                    | M     | 186   | + 14 tours          |
| 18  | LMP3   | 36                         | Andretti Autosport                                       | Jarett Andretti (en) Oliver Askew Marco Andretti    | Ligier JS P320                                 | M     | 185   | + 15 tours          |
| 18  | LMP3   | 36                         | Andretti Autosport                                       | Jarett Andretti (en) Oliver Askew Marco Andretti    | Nissan VK56DE 5,6 L V8 Atmo                    | M     | 185   | + 15 tours          |
| 19  | LMP3   | 2                          | United Autosports USA                                    | Niklas Krütten Edouard Cauhaupé Austin McCusker     | Ligier JS P320                                 | M     | 183   | + 17 tours          |
| 19  | LMP3   | 2                          | United Autosports USA                                    | Niklas Krütten Edouard Cauhaupé Austin McCusker     | Nissan VK56DE 5,6 L V8 Atmo                    | M     | 183   | + 17 tours          |
| 20  | GTD    | 96                         | Turner Motorsport                                        | Bill Auberlen Robby Foley Aidan Read                | BMW M6 GT3                                     | M     | 179   | + 21 tours          |
| 20  | GTD    | 96                         | Turner Motorsport                                        | Bill Auberlen Robby Foley Aidan Read                | BMW 4,4 L V8 Turbo                             | M     | 179   | + 21 tours          |
| 21  | GTD    | 1                          | Paul Miller Racing                                       | Corey Lewis Bryan Sellers Madison Snow              | Lamborghini Huracán GT3 Evo                    | M     | 179   | + 21 tours          |
| 21  | GTD    | 1                          | Paul Miller Racing                                       | Corey Lewis Bryan Sellers Madison Snow              | Lamborghini 5,2 L V10 Atmo                     | M     | 179   | + 21 tours          |
| 22  | GTD    | 23                         | The Heart of Racing                                      | Roman De Angelis Ross Gunn Ian James                | Aston Martin Vantage AMR GT3                   | M     | 179   | + 21 tours          |
| 22  | GTD    | 23                         | The Heart of Racing                                      | Roman De Angelis Ross Gunn Ian James                | Aston Martin 4,0 L V8 Turbo                    | M     | 179   | + 21 tours          |
| 23  | GTD    | 42                         | NTe Sport                                                | Don Yount Jaden Conwright Markus Palttala           | Audi R8 LMS                                    | M     | 179   | + 21 tours          |
| 23  | GTD    | 42                         | NTe Sport                                                | Don Yount Jaden Conwright Markus Palttala           | Audi 5,2 l V10 Atmo                            | M     | 179   | + 21 tours          |
| 24  | GTD    | 28                         | Alegra Motorsports                                       | Billy Johnson (en) Daniel Morad Michael de Quesada  | Mercedes-AMG GT3 Evo                           | M     | 179   | + 21 tours          |
| 24  | GTD    | 28                         | Alegra Motorsports                                       | Billy Johnson (en) Daniel Morad Michael de Quesada  | Mercedes-Benz M159 6,2 L V8 Atmo               | M     | 179   | + 21 tours          |
| 25  | GTD    | 14                         | Vasser Sullivan Racing                                   | Jack Hawksworth Kyle Kirkwood Aaron Telitz          | Lexus RC F GT3                                 | M     | 179   | + 21 tours          |
| 25  | GTD    | 14                         | Vasser Sullivan Racing                                   | Jack Hawksworth Kyle Kirkwood Aaron Telitz          | Lexus 5,0 L V8 Atmo                            | M     | 179   | + 21 tours          |
| 26  | GTD    | 9                          | Pfaff Motorsports                                        | Lars Kern Zacharie Robichon Laurens Vanthoor        | Porsche 911 GT3 R                              | M     | 179   | + 21 tours          |
| 26  | GTD    | 9                          | Pfaff Motorsports                                        | Lars Kern Zacharie Robichon Laurens Vanthoor        | Porsche 4,0 L Flat-6 Atmo                      | M     | 179   | + 21 tours          |
| 27  | GTD    | 16                         | Wright Motorsports                                       | Jan Heylen Trent Hindman Patrick Long               | Porsche 911 GT3 Evo                            | M     | 179   | + 21 tours          |
| 27  | GTD    | 16                         | Wright Motorsports                                       | Jan Heylen Trent Hindman Patrick Long               | Porsche 4,0 L Flat-6 Atmo                      | M     | 179   | + 21 tours          |
| 28  | GTD    | 39                         | CarBahn avec Peregrine Racing                            | Richard Heistand (de) Jeff Westphal Tyler McQuarrie | Audi R8 LMS                                    | M     | 179   | + 21 tours          |
| 28  | GTD    | 39                         | CarBahn avec Peregrine Racing                            | Richard Heistand (de) Jeff Westphal Tyler McQuarrie | Lamborghini 5,2 L V10 Atmo                     | M     | 179   | + 21 tours          |
| 29  | GTD    | 88                         | Team Hardpoint EBM                                       | Andrew Davis Rob Ferriol Katherine Legge            | Porsche 911 GT3 R                              | M     | 179   | + 21 tours          |
| 29  | GTD    | 88                         | Team Hardpoint EBM                                       | Andrew Davis Rob Ferriol Katherine Legge            | Porsche 4,0 L Flat-6 Atmo                      | M     | 179   | + 21 tours          |
| 30  | GTD    | 12                         | Vasser Sullivan Racing                                   | Robert Megennis Frankie Montecalvo Zach Veach (en)  | Lexus RC F GT3                                 | M     | 179   | + 21 tours          |
| 30  | GTD    | 12                         | Vasser Sullivan Racing                                   | Robert Megennis Frankie Montecalvo Zach Veach (en)  | Lexus 5,0 L V8 Atmo                            | M     | 179   | + 21 tours          |
| 31  | LMP3   | 84                         | D3+ Transformers-Dawson Racing                           | Theodor Olsen Dominic Cicero Ben Devlin             | Ligier JS P320                                 | M     | 178   | + 22 tours          |
| 31  | LMP3   | 84                         | D3+ Transformers-Dawson Racing                           | Theodor Olsen Dominic Cicero Ben Devlin             | Nissan VK56DE 5,6 L V8 Atmo                    | M     | 178   | + 22 tours          |
| 32  | GTD    | 44                         | Magnus Racing avec Archangel Motorsports                 | Andy Lally John Potter Spencer Pumpelly             | Acura NSX GT3 Evo                              | M     | 147   | + 53 tours          |
| 32  | GTD    | 44                         | Magnus Racing avec Archangel Motorsports                 | Andy Lally John Potter Spencer Pumpelly             | Acura 3,5 L V6 Turbo                           | M     | 147   | + 53 tours          |
| 33  | LMP2   | 8                          | Tower Motorsports par Starworks                          | James French John Farano Gabriel Aubry              | Oreca 07                                       | M     | 146   |                     |
| 33  | LMP2   | 8                          | Tower Motorsports par Starworks                          | James French John Farano Gabriel Aubry              | Gibson GK428 4,2 L V8 Atmo                     | M     | 146   |                     |
| 34  | LMP2   | 18                         | Era Motorsport                                           | Ryan Dalziel Dwight Merriman Kyle Tilley            | Oreca 07                                       | M     | 85    |                     |
| 34  | LMP2   | 18                         | Era Motorsport                                           | Ryan Dalziel Dwight Merriman Kyle Tilley            | Gibson GK428 4,2 L V8 Atmo                     | M     | 85    |                     |
| 35  | GTD    | 19                         | GRT Grasser Racing Team                                  | Misha Goikhberg Franck Perera Tim Zimmermann (de)   | Lamborghini Huracán GT3 Evo                    | M     | 73    |                     |
| 35  | GTD    | 19                         | GRT Grasser Racing Team                                  | Misha Goikhberg Franck Perera Tim Zimmermann (de)   | Lamborghini 5,2 L V10 Atmo                     | M     | 73    |                     |
| 36  | GTD    | 75                         | SunEnergy1 Racing                                        | Maro Engel Mikaël Grenier Kenny Habul               | Mercedes-AMG GT3 Evo                           | M     | 62    |                     |
| 36  | GTD    | 75                         | SunEnergy1 Racing                                        | Maro Engel Mikaël Grenier Kenny Habul               | Mercedes-Benz M159 6,2 L V8 Atmo 6,2 L V8 Atmo | M     | 62    |                     |
| 37  | LMP3   | 38                         | Performance Tech Motorsports                             | Dan Goldburg Rasmus Lindh (en) Mateo Llarena        | Ligier JS P320                                 | M     | 31    |                     |
| 37  | LMP3   | 38                         | Performance Tech Motorsports                             | Dan Goldburg Rasmus Lindh (en) Mateo Llarena        | Nissan VK56DE 5,6 L V8 Atmo                    | M     | 31    |                     |
| 38  | GTLM   | 79                         | WeatherTech Racing                                       | Matt Campbell Mathieu Jaminet Cooper MacNeil        | Porsche 911 RSR-19                             | M     | 3     | Accident            |
| 38  | GTLM   | 79                         | WeatherTech Racing                                       | Matt Campbell Mathieu Jaminet Cooper MacNeil        | Porsche 4,2 L Flat-6 Atmo                      | M     | 3     | Accident            |

## Pole position et record du tour
- Pole position :  Ricky Taylor (#10 Konica Minolta Acura ARX-05) en 1 min 30 s 022
- Meilleur tour en course :  Renger van der Zande (#01 Cadillac Chip Ganassi Racing) en 1 min 31 s 564

## Tours en tête
- no 60 Acura ARX-05 - Meyer Shank Racing
avec Curb Agajanian Performance Group :  125 tours (1-47 / 68-87 / 114-171)[7]
- no 10 Acura ARX-05 - Konica Minolta Acura ARX-05 :  20 tours (48-67)
- no 31 Cadillac DPi-V.R - Whelen Engineering Racing :  23 tours (88-110)
- no 01 Cadillac DPi-V.R - Cadillac Chip Ganassi Racing :  3 tours (111-113 )
- no 55 Mazda RT24-P - Mazda Motorsports :  29 tours (172-200)

## À noter
- Longueur du circuit : 3,4 mi
- Distance parcourue par les vainqueurs : 680 mi